# رئيس البوندستاغ
يرأس رئيس البوندستاغ (بالألمانية:  Präsident des Deutschen Bundestages أو Bundestagspräsident) جلسات البرلمان الألماني (Bundestag)، وظيفته مماثلة لتلك الخاصة بالمتحدث في دول أخرى. في ترتيب الأسبقية الألماني، يأتي منصبه في المرتبة الثانية بعد الرئيس وقبل المستشار. الرئيسة الحالية للبوندستاغ هي بربل باس منذ 26 تشرين الأول 2021.

## الانتخابات والتقاليد
يتم انتخاب رئيس البوندستاغ خلال الدورة التأسيسية لكل فترة انتخابية بعد الانتخابات الاتحادية أو في جلسة لاحقة، إذا كان المكتب شاغراً من جميع أعضاء البوندستاغ. يجب أن يكون الرئيس عضوًا في البوندستاغ. وإلى أن يتم انتخاب الرئيس يرأس الجلسة الأب، وهو ما يسمى بـ Alterspräsident وهو أقدم عضو في البوندستاغ.
عادة يكون رئيس البوندستاغ عضواً في أكبر مجموعة برلمانية. وقد ظهر هذا العُرف بالفعل خلال جمهورية فايمار، ولكن هذا ليس مطلوبًا بموجب القانون. تنتهي مدة المنصب مع فترة الانتخابات، وليس هناك شرط للتنحي أو الإقالة في وقت مبكر. لا يمكن أن تنتهي ولاية الرئيس قبل الأوان إلا إذا استقال من المنصب أو غادر البوندستاغ أو بالموت. يمكن إعادة انتخابه في فترة الانتخابات القادمة شريطة أن يصبح عضواً في البوندستاغ مرة أخرى.
تقليديا يتم انتخاب رئيس البوندستاغ دون منازع. الاستثناء الوحيد حتى الآن كان في عام 1954 بعد الموت غير المتوقع لهيرمان إيلرز. تنافس إرنست ليمر مع مرشح CDU/CSU «الرسمي» ، أويغن غيرشتاينماير، وخسر بعد ثلاث جولات اقتراع بفارق 14 صوتًا (204 لصالح غيرشتاينماير، 190 لليمر، وامتناع 15 عن التصويت).

## نواب الرئيس
رئيس البوندستاغ لديه العديد من النواب (بالألمانية: Vizepräsident des Deutschen Bundestages أو Bundestagsvizepräsident) يُعيّنون من قبل المجموعات البرلمانية الأخرى. لم يكن عدد نواب الرئيس ثابتاً في قواعد النظام (Geschäftsordnung) في البوندستاغ حتى عام 1994، عندما تقرر أن يتم تمثيل كل مجموعة برلمانية بنائب واحد على الأقل.
اعتبارًا من أكتوبر 2017 ، فإن نواب رئيس البوندستاغ الحاليين هم:
- هانز بيتر فريدرش (CDU/CSU)
- توماس أوبرمان (SPD)
- فولفغانغ كوبيكي (FDP)
- بيترا باو (اليسار)
- كلاوديا روت (الخضر)

## الخلفية القانونية
الأساس القانوني للمنصب هو المادة 40 من القانون الأساسي التي تنص على أن البوندستاغ ينتخب رئيساً نواباً له ويجب أن يمنح نفسه النظام الداخلي. نظرًا لقرار المحكمة الدستورية الاتحادية الصادر عام 1952 يجب أن يتم تفعيل النظام الداخلي Geschäftsordnung من جديد في كل فترة انتخابية، ولكن عادةً ما يتم إعادة تمثيل القواعد القديمة دون تغيير. ينظم النظام الداخلي واجبات رئيس البوندستاغ ونوابه بالإضافة إلى عددهم.

## الواجبات
إن أهم واجبات الرئيس هي ترؤس جلسات البوندستاغ. وهو يحدد ترتيب المتحدثين ويفتح ويغلق المناقشات، ويضمن إجراء المناقشات بطريقة منظمة. في حالة الإخلال الكبير، يجوز له استبعاد أحد أعضاء البرلمان لمدة تصل إلى 30 يومًا. جميع مشاريع القوانين التي بدأتها الحكومة الاتحادية أو البوندستاغ أو البوندسرات موجهة إليه وكذلك جميع الطلبات والالتماسات الواردة من داخل أو موجهة إلى البوندستاغ. رئيس البوندستاغ أيضا يرأس مجلس الحكماء الذي يدير الشؤون الداخلية للبوندستاغ. بالنسبة لانتخاب رئيس اتحادي جديد فإن رئيس البرلمان الألماني يعقد ويترأس الجمعية الاتحادية (Bundesversammlung)ا.
بالإضافة إلى ذلك يتلقى كشوفات الحسابات للأحزاب السياسية، ويراقب تمويل الأطراف وينظم تسديد تكاليف الحملات. يتمتع الرئيس أيضًا بسلطات الشرطة على مقر البرلمان ويشرف على قوة الشرطة التابعة له، ويمكنه استخدام حق النقض لأي عملية بحث والاستيلاء عليها لحماية استقلال البرلمان، ويعمل كرب عمل للموظفين العموميين في البوندستاغ.

## قائمة الرؤساء
الحزب السياسي
  CDU
  SPD
| التسلسل. | الاسم (ميلاد–وفاة) | الاسم (ميلاد–وفاة)             | مدة شغل المنصب             | مدة شغل المنصب       | الحزب السياسي |
| التسلسل. | الاسم (ميلاد–وفاة) | الاسم (ميلاد–وفاة)             | تسلم المنصب                | غادر المنصب          | الحزب السياسي |
| -------- | ------------------ | ------------------------------ | -------------------------- | -------------------- | ------------- |
| 1        |                    | إريك كولر (1892–1958)          | 7 أيلول 1949               | 18 تشرين الأول 1950  | CDU           |
| 2        |                    | هيرمان إليرز (1904–1954)       | 19 تشرين الأول 1950        | 29 تشرين الأول 1954  | CDU           |
| 3        |                    | أويغن غيرشتاينماير (1906–1986) | 16 تشرين الثاني 1954       | 31 كانون الثاني 1969 | CDU           |
| 4        |                    | كاي-أوفه فون هاسل (1913–1997)  | 5 شباط 1969                | 13 كانون الأول 1972  | CDU           |
| 5        |                    | آنماري رينجر (1919–2008)       | 13 كانون الأول 1972        | 14 كانون الأول 1976  | SPD           |
| 6        |                    | كارل كارستنز (1914–1992)       | 14 كانون الأول 1976        | 31 أيار 1979         | CDU           |
| 7        |                    | ريتشارد شتوكلين (1916–2002)    | 31 أيار 1979               | 29 آذار 1983         | CSU           |
| 8        |                    | راينر بارزيل (1924–2006)       | 29 آذار 1983               | 25 تشرين الأول 1984  | CDU           |
| 9        |                    | فيليب ينينغر (1932–2018)       | 5 تشرين الثاني 1984        | 11 تشرين الثاني 1988 | CDU           |
| 10       |                    | ريتا زوسموت (مواليد 1937)      | 25 تشرين الثاني 1988       | 26 تشرين لأول 1998   | CDU           |
| 11       |                    | فولفغانغ تيرسه (مواليد 1943)   | 26 تشرن الأول 1998         | 18 تشرين الأول 2005  | SPD           |
| 12       |                    | نوربرت لامرت (مواليد 1948)     | 18 تشرين الأول 2005        | 24 تشرين الأول 2017  | CDU           |
| 13       |                    | فولفغانغ شويبله (مواليد 1942)  | 24 تشرين الأول 2017        |                      | CDU           |
| 14       |                    | بربل باس (مواليد 3 مايو 1968)  | 26 أكتوبر/تشرين الأول 2021 |                      | SPD           |

## هيئة رئاسة البوندستاغ
يتألف مجلس رئاسة البرلمان الألماني من رئيس البوندستاغ ورقم متغير (حالياً 6) من نواب رئيس البوندستاغ.
يتم انتخاب الرئيس من قبل جميع أعضاء البوندستاغ خلال اجتماعه الأول. يأتي دائما تقريبا من الكتلة البرلمانية الأكبر في البوندستاغ (التقليد جعل هذا نوعا من القانون غير المكتوب). تنتهي فرتة ولايته بنهاية الهيئة التشريعية؛ ومع ذلك فإنه يمكن إعادة انتخابه، طالما أنه أُعيد انتخابه في البوندستاغ.
في عام 1994 تقرر أن كل مجموعة برلمانية في البوندستاغ يجب أن يمثلها نائب للرئيس. أهم دور للرئيس هو اتجاه جلسات البوندستاغ.
لإثبات أهمية البرلمان في الديمقراطية الألمانية، يحصل رئيس البرلمان على راتب أعلى من الرئيس الاتحادي ومن المستشار.